# André Tulard
André Tulard (1899-1967) was een Franse  burgerlijk bestuurder en politie-inspecteur. Hij is bekend geworden vanwege het “Tulard-archief,”  dat de Joden registreerde tijdens het Vichy-regime. Tulard was van 1940 tot 1943 onderdirecteur van de service des étrangers et des affaires bij de Politieprefectuur van Parijs (préfecture de police de Paris).
Hij creëerde zijn eerste archief bestaande uit leden van de Franse Communistische Partij (PCF) voor de Politieprefectuur onder de Derde Republiek. De andere creëerde hij onder Vichy die de Joden registreerde. Dit archief werd aan Theo Dannecker, het hoofd van de Gestapo in Parijs, overhandigd.
Na een nazi-ordonnantie op 21 september 1940 werden Joden in de “bezette zone” van Frankrijk gedwongen om zich te registreren bij een politiebureau of sous-préfectures en vaardigde Vichy zijn eerste antisemitische wet van 3 oktober 1940 uit. Alleen al in het departement Seine, Parijs inclusief de voorsteden, meldden bijna 150.000 personen zich bij de politiebureaus. De geregistreerde informatie werd vervolgens door de Franse politie gecentraliseerd in een centraal bestand dat opgericht was door inspecteur Tulard. Volgens het rapport Dannecker werd dit bestand onderverdeeld in bestanden en alfabetisch geordend, Joden met de Franse nationaliteit en buitenlandse Joden hadden bestanden met verschillende kleuren en de bestanden werden ook ingedeeld op beroep, nationaliteit en straat (of residentie). Deze bestanden zijn vervolgens overgedragen aan de afdeling IV J van de Gestapo, die belast was met het “Joodse probleem.” Ze werden vervolgens gebruikt door de Gestapo bij verschillende overvallen, waaronder de inval in augustus 1941 in het 11e arrondissement van Parijs, waardoor 3.200 buitenlandse Joden en 1.000 Franse Joden werden geïnterneerd in verschillende kampen, inclusief Kamp Drancy.
Twee dagen later, op 12 juli 1942, nam Tulard ontslag, maar dat werd geweigerd door de prefect van politie Amédée Bussière. Op 20 juli 1942 ontving Tulard rechtstreeks orders van de SS’er Heinz Röthke om de deportaties van 22, 24 en 27 juli 1942 te organiseren. Hij werd directeur van de service des étrangers.
Tulard was ook betrokken bij de distributie van de Jodensterren. Samen met andere Franse politieofficieren was Tulard eind augustus 1941 aanwezig bij de opening van Kamp Drancy. Op 20 juli 1943 werd Tulard op verzoek van Gestapo-chef Karl Oberg verwijderd van zijn post vanwege zijn verzet om de Franse joden hun paspoort af te nemen.
Na de oorlog werd er geen vervolging ingesteld tegen Tulard en hij behield zijn graad van Ridder in het Franse Legioen van Eer.